# Maciejki (sielsowiet Wołki)
Maciejki (biał. Мацейкі; ros. Матейки) – wieś na Białorusi, w obwodzie witebskim, w rejonie postawskim, w sielsowiecie Wołki.

## Historia
W czasach zaborów w gminie Wołkołata, w powiecie wilejskim, w guberni wileńskiej Imperium Rosyjskiego.
W dwudziestoleciu międzywojennym wieś leżała w Polsce, w województwie wileńskim, w powiecie duniłowickim, od 1926 w powiecie postawskim, w gminie Wołkołata.
Według Powszechnego Spisu Ludności z 1921 roku zamieszkiwało tu 86 osób, wszystkie były wyznania rzymskokatolickiego. Jednocześnie 78 mieszkańców zadeklarowało polską przynależność narodową, 8 białoruską. Było tu 17 budynków mieszkalnych. W 1931 w 17 domach zamieszkiwało 78 osób.
Wierni należeli do parafii rzymskokatolickiej w Wołkołacie i prawosławnej w Habach. Miejscowość podlegała pod Sąd Grodzki w Duniłowiczach i Okręgowy w Wilnie; właściwy urząd pocztowy mieścił się w Wołkołacie.
Po agresji ZSRR na Polskę w 1939 roku wieś znalazła się w granicach BSRR. W latach 1941–1944 była pod okupacją niemiecką. Od 1945 leżała w BSRR. Do 1960 wieś wchodziła w skład sielsowietu Struki. Od 1991 roku w Republice Białorusi.